# Central hidroeléctrica de Hrauneyjafoss
La central hidroeléctrica de Hrauneyjafoss (en islandés: Hrauneyjafosstöð) es una central hidroeléctrica situada en el río Tungnaá. Está ubicada sobre la carretera de Sprengisandur, cerca de la cascada Hrauneyjafoss, en el sudoeste de Islandia, y está operada por Landsvirkjun. Fue construida en 1981, pocos años después de la construcción de la central hidroeléctrica de Sigalda, ubicada a 5 km de esta. Con una potencia de 210 MW, es la tercera central hidroeléctrica más grande del país.
Un equipo de aproximadamente 20 personas se ocupa del mantenimiento de la central, así como de las centrales de Sigalda y Vatnsfell.